# ایستگاه بعدی بهشت (فیلم ۱۹۹۸)
ایستگاه بعدی بهشت (رومانیایی: Terminus Paradis؛ ‏انگلیسی: Next Stop Paradise) فیلمی رومانیایی به کارگردانی لوچیان پینتیلیه است که در سال ۱۹۹۸ منتشر شد.

## بازیگران
- گئورگه ویسو
- ویکتور ربنجوک
- رزوان واسیلسکو
- گابریل اسپاهیو
- دورو آنا
- دراگوش بوکور
- شربان پاولو
- پتره گئورگیو